# فریدرایششتال (تورینگن)
فریدرایششتال (به آلمانی: Friedrichsthal) یک شهر در آلمان است که در تورینگن واقع شده‌است. فریدرایششتال ۲۶۹ نفر جمعیت دارد.